# 丸八江村
丸八江村（まるやえむら）は、京都府加佐郡にあった村。現在の舞鶴市の北西部、由良川の右岸、京都丹後鉄道宮豊線・東雲駅の対岸にあたる（同駅自体は村域に含まない）。

## 地理
- 河川：由良川

## 歴史
- 1889年（明治22年）4月1日 - 町村制の施行により、丸田村・八田村・八戸地村・和江村の区域をもって発足。
- 1928年（昭和3年）10月1日 - 東雲村と合併して八雲村が発足。同日丸八江村廃止。

## 交通

### 道路
- 宮津街道（現・国道175号、国道178号）
- 丹後街道（現・国道175号）